# Новиков, Александр Николаевич (футболист)
Алекса́ндр Никола́евич Но́виков (27 февраля 1958 — 27 июня 1991, Ленинград) — советский футболист, вратарь. Чемпион мира среди молодёжи (1977). Мастер спорта СССР (1979).

## Клубная карьера
Александр Новиков начал свою карьеру в смоленской «Искре». В 1977 году он выступал за ЦСКА, но не сыграл ни одного матча за основную команду. В 1978 году Новиков вернулся в «Искру» и за следующие 14 сезонов сыграл за неё 303 матча, забил 1 гол.

## Международная карьера
В 1977 году Александр Новиков участвовал в финальном турнире чемпионата мира среди молодёжи в составе сборной СССР и стал его победителем. Он сыграл все 5 матчей турнира и пропустил 4 гола.

## Гибель
13 мая 1991 года автобус с командой «Искра», возвращавшийся с выездного матча из Петрозаводска, попал в аварию в Псковской области. В этой аварии погиб главный тренер «Искры» Джемал Силагадзе, а Александр Новиков получил тяжёлые травмы головы и через полтора месяца скончался в ленинградской больнице.
В последние годы в Смоленске проводится традиционный турнир по мини-футболу памяти Александра Новикова.